# クリス・スミス (投手)
クリストファー・マイケル・スミス（Christopher Michael "Chris" Smith, 1981年4月9日 - ）は、アメリカ合衆国カリフォルニア州サンバーナーディーノ郡アップルバレー出身の元プロ野球選手（投手）。右投右打。愛称はロックン・ファイアー。

## 経歴

### プロ入りとレッドソックス時代
2002年のMLBドラフト4巡目（全体118位）でボストン・レッドソックスから指名され、プロ入り。
2008年にメジャー初昇格を果たすが、12試合登板で防御率7.85と打ち込まれ、オフにFAとなった。

### ブルワーズ時代
2009年はミルウォーキー・ブルワーズに在籍した。同年はリリーフとして35試合に登板し、防御率4.11の成績を残した。
2010年は開幕25人枠入りはならなかったが、6月にメジャーに昇格し、3試合に登板した。

### ブルワーズ退団後
2011年はシアトル・マリナーズ傘下のAAA級タコマ・レイニアーズ、1年おいて2013年は独立リーグ・アメリカン・アソシエーションのウィチタ・ウィングナッツ、2014年は独立リーグ・アトランティックリーグのシュガーランド・スキーターズとサンディエゴ・パドレス傘下（AA級サンアントニオ・ミッションズとAAA級エル・パソ・チワワズ）、2015年はAAA級エル・パソでプレーした。

### アスレチックス時代
2015年11月15日にオークランド・アスレチックスとマイナー契約を結んだ。
2016年は開幕を傘下のAAA級ナッシュビル・サウンズで迎え、8月7日にメジャー契約を結んでアクティブ・ロースター入りした。同日のシカゴ・カブス戦で6年ぶりにメジャーでの登板を果たした。10月6日に40人枠から外れた。
2017年も開幕をAAA級ナッシュビルで迎え、7月8日にメジャー契約を結んでアクティブ・ロースター入りした。シーズン終了後の10月17日に40人枠から外れる形でAAA級ナッシュビルに降格した。
2019年からはオークランド・アスレチックス傘下A+級のストックトン・ポーツで投手コーチを務めている。

## 詳細情報

### 年度別投手成績
| 年 度    | 球 団    | 登 板 | 先 発 | 完 投 | 完 封 | 無 四 球 | 勝 利 | 敗 戦 | セ 丨 ブ | ホ 丨 ル ド | 勝 率 | 打 者 | 投 球 回 | 被 安 打 | 被 本 塁 打 | 与 四 球 | 敬 遠 | 与 死 球 | 奪 三 振 | 暴 投 | ボ 丨 ク | 失 点 | 自 責 点 | 防 御 率 | W H I P |
| -------- | -------- | ----- | ----- | ----- | ----- | -------- | ----- | ----- | -------- | ----------- | ----- | ----- | -------- | -------- | ----------- | -------- | ----- | -------- | -------- | ----- | -------- | ----- | -------- | -------- | ------- |
| 2008     | BOS      | 12    | 0     | 0     | 0     | 0        | 1     | 0     | 0        | 0           | 1.000 | 78    | 18.1     | 18       | 6           | 7        | 0     | 0        | 13       | 0     | 0        | 16    | 16       | 7.85     | 1.36    |
| 2009     | MIL      | 35    | 0     | 0     | 0     | 0        | 0     | 0     | 0        | 0           | ----  | 200   | 46.0     | 41       | 11          | 19       | 0     | 3        | 35       | 1     | 0        | 21    | 21       | 4.11     | 1.30    |
| 2010     | MIL      | 3     | 0     | 0     | 0     | 0        | 0     | 0     | 0        | 0           | ----  | 14    | 3.1      | 4        | 0           | 1        | 0     | 0        | 4        | 0     | 0        | 2     | 2        | 5.40     | 1.50    |
| MLB：3年 | MLB：3年 | 50    | 0     | 0     | 0     | 0        | 1     | 0     | 0        | 0           | 1.000 | 292   | 67.2     | 63       | 17          | 27       | 0     | 3        | 52       | 1     | 0        | 39    | 39       | 5.19     | 1.33    |

- 2011年度シーズン終了時

### 背番号
- 59（2008年）
- 52（2009年 - 2010年）
- 56（2016年 - 2017年）